# ロケットブーム
ロケットブーム(Rocketboom）は、ニューヨークから発信されているビデオブログ。毎日3分間の映像が更新される。風変わりなニュースや笑えるストーリーを取り上げる報道番組の形式を取っている。
2006年3月23日より、デジタルアドベンチャーが日本語字幕版の配信を開始。
2006年7月5日の発表によって、同社の顔であったと言える番組司会進行役アマンダ・コンドンがプロデューサーのアンドリュー・ベイロンと意見の相違により退社することが明らかにされた。株式の51%をアンドリュー・ベイロン、49%をアマンダ・コンドンが所有していた。そのためベイロンの決定が絶対であるが残念な結果になったと、コンドンは自らのブログのビデオで発言している。多くの視聴者はニュースよりコンドンのアイドル的存在を楽しみに観ていたため、ブログや大手メディアを巻き込んだ大騒動があった。コンドンの人気で持っていた同社である為、彼女の退社後人気が失墜したとの評価が流布してしまったのも仕方が無いことであろう。
コンドンは2006年11月からABC News.comにて活動、HBOでの番組計画もあるという。
2006年7月12日からはジョアンヌ・コランが司会を務める。
ロケットブームジャパンとして配信している日本語版は2006年11月29日を最後に更新が停止しているが、本家であるアメリカ版ではdotSUBで翻訳されたものだけ日本語字幕付きで見ることができる。

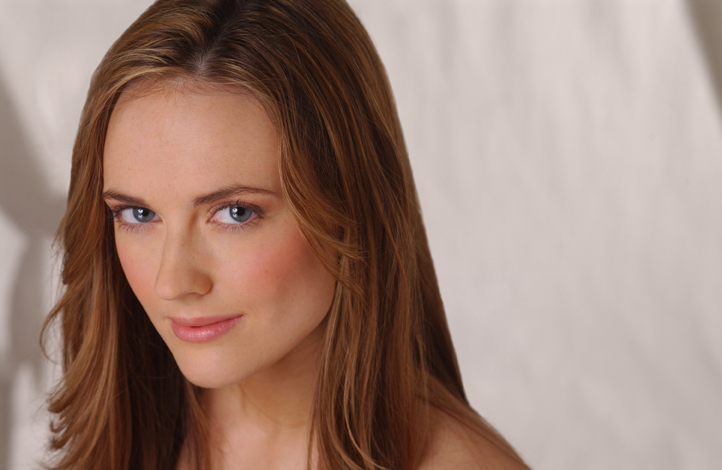
アマンダ・コンドン 2006年

## スタッフ
- プロデューサー：アンドリュー・ベイロン(Andrew Baron)
- キャスター：アマンダ・コンドン(Amanda Congdon)（2006年7月23日退社）
- キャスター：ジョアンヌ・コラン(Joanne Colan)